# Jorn Steinbach
Jorn Steinbach (Gent, 20 januari 1989) is een Belgisch voormalig basketballer.

## Carrière
Steinbach maakte zijn debuut voor Basket Waregem in 2006 in de tweede klasse. In 2008 maakte hij de overstap naar de hoogste klasse bij Okapi Aalst en werd in 2009/10 belofte van het jaar. Met Aalst won hij de beker in 2011/12 en werd speler van het jaar in hetzelfde seizoen. In 2012 stapt hij over naar Spirou Charleroi maar moest in 2014 al stoppen met spelen door een aanhoudende knie- heupblessure. Hij keerde in 2016 terug in het amateurbasketbal bij SPM Boskanters Steenokkerzeel. In 2020 keerde hij voor een tweede maal terug in het amateurbasketbal ditmaal bij Boortmeerbeek & Berg Bulldogs.
Hij speelde ook voor de nationale ploeg.

## Privéleven
Zijn broer Arne Steinbach was ook een basketballer.

## Erelijst
- Belofte van het jaar: 2009/10
- Beker van België: 2011/12
- Speler van het jaar: 2011/12